# Structuralisme (psychologie)
Het structuralisme  is een stroming in de psychologie die op basis van introspectie de structuur van het bewustzijn probeerde te begrijpen.
Men stelde dat elk complex proces kan worden gereduceerd tot een combinatie van drie elementaire componenten, die behoren tot het gebied van de sensaties, de beelden of de gevoelens
Sensaties omvatten visuele ervaringen, geluiden, geuren, smaken en tastgevoelens; beelden waren ervaringen van voorwerpen die niet werkelijk aanwezig waren, zoals herinneringen; en gevoelens hadden te maken met emotionele reacties, zoals liefde, geluk en jaloersheid.